# Cementerio de Santo Domingo de Jerez de la Frontera
El Cementerio de Santo Domingo fue un cementerio en Jerez de la Frontera (España).

## Historia
Inicialmente cementerio católico, se amplió al protestantismo y otros credos.

## Valor
En su interior había mausoleos de gran valor artístico, pocos de los cuales se salvaron al desmantelarlo.

## Destrucción

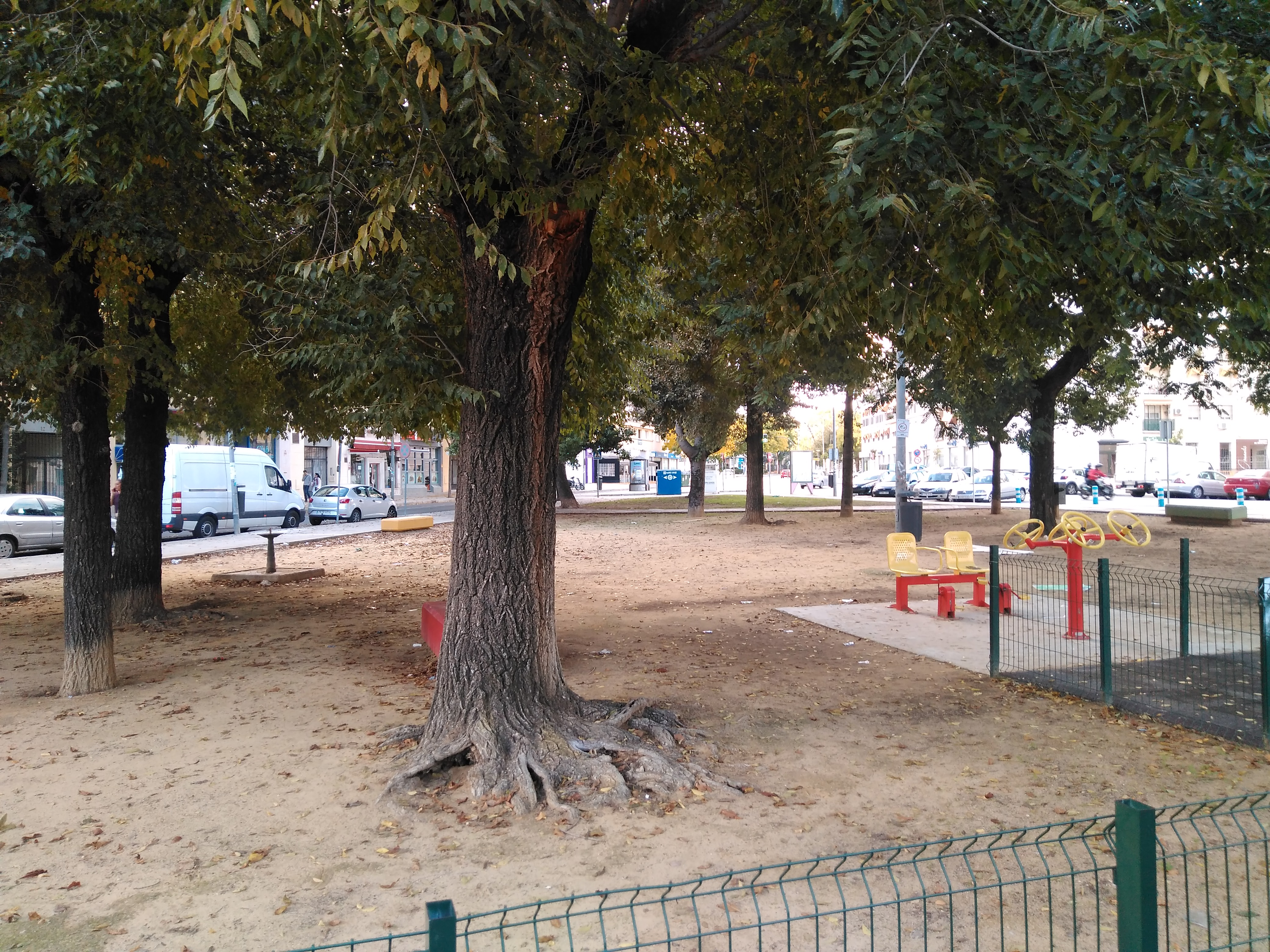
Parque Scout, en el lugar donde estuvo el cementerio

En el siglo XX se reemplazó por el Cementerio Nuestra Señora de La Merced (Jerez de la Frontera), creándose sobre sus terrenos viviendas y un parque (Parque Scout).

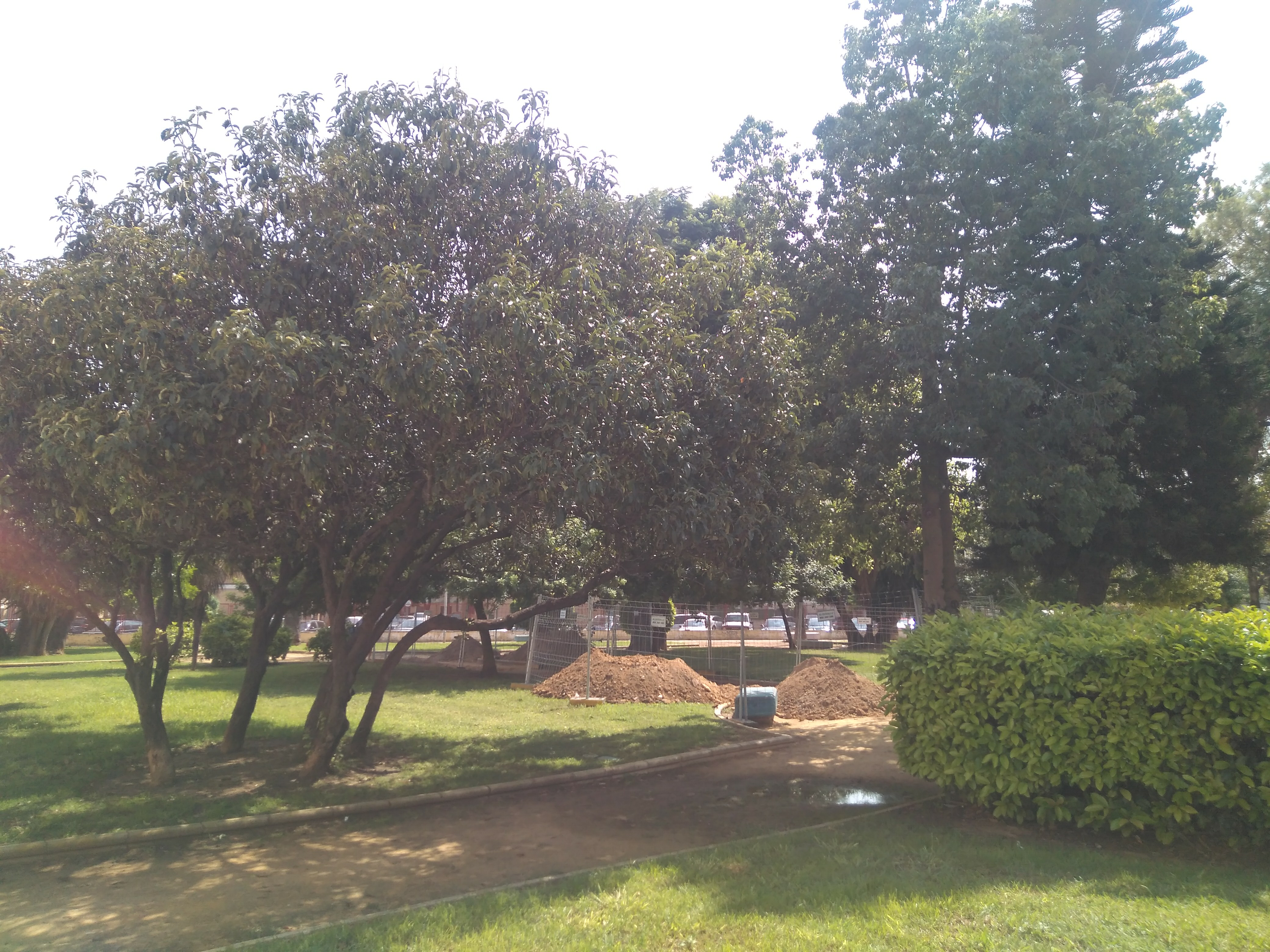
Búsqueda de fosas comunes en los terrenos donde se ubicaba el cementerio

Existe una fosa común en la localización de dicho cementerio con represaliados de la Guerra Civil.